# Fernando Codá Marques
Fernando Codá Marques, född 8 oktober 1979 i São Carlos, är en brasiliansk matematiker som har lämnat bidrag till geometri och topologi.
Han har bevisat Willmores förmodan. Marques fick Oswald Veblen-priset i geometri 2016.